# Atheas
Atheas is een geslacht van wantsen uit de familie van de Tingidae (Netwantsen). Het geslacht werd voor het eerst wetenschappelijk beschreven door Champion in 1898.

## Soorten
Het genus bevat de volgende soorten:

- Atheas austroriparius Heidemann, 1909
- Atheas cearanus Monte, 1947
- Atheas exiguus Heidemann, 1909
- Atheas flavipes Champion, 1898
- Atheas fuscipes Champion, 1898
- Atheas insignis Heidemann, 1909
- Atheas laetantis Drake & Hambleton, 1944
- Atheas mimeticus Heidemann, 1909
- Atheas mirabilis Drake, 1938
- Atheas nigricornis Champion, 1898
- Atheas ornatipes Drake & Hambleton, 1935
- Atheas paganus Drake, 1942
- Atheas placentis Drake & Poor, 1940
- Atheas tristis Van Duzee, 1923